# Tirreno-Adriatico 1977
La Tirreno-Adriatico 1977, dodicesima edizione della corsa, si svolse dal 12 al 16 marzo 1977 su un percorso di 808,5 km, suddiviso su 5 tappe. La vittoria fu appannaggio del belga Roger De Vlaeminck, che completò il percorso in 22h06'32", precedendo gli italiani Francesco Moser e Giuseppe Saronni.

## Tappe
| Tappa  | Data     | Percorso                                     | km    | Vincitore di tappa | Leader cl. generale |
| ------ | -------- | -------------------------------------------- | ----- | ------------------ | ------------------- |
| 1ª     | 12 marzo | Ferentino > Santa Severa                     | 182,5 | Alfio Vandi        | Alfio Vandi         |
| 2ª     | 13 marzo | Cassino > Paglieta                           | 242   | Roger De Vlaeminck | Roger De Vlaeminck  |
| 3ª     | 14 marzo | Paglieta > Colle San Giacomo                 | 172   | Roger De Vlaeminck | Roger De Vlaeminck  |
| 4ª     | 15 marzo | Ascoli Piceno > Civitanova Marche            | 194   | Rik Van Linden     | Roger De Vlaeminck  |
| 5ª     | 16 marzo | San Benedetto del Tronto (cron. individuale) | 18    | Knut Knudsen       | Roger De Vlaeminck  |
| Totale | Totale   | Totale                                       | 808,5 |                    |                     |

## Classifiche finali

### Classifica generale - Maglia azzurra
| Pos. | Corridore                | Squadra           | Tempo     |
| ---- | ------------------------ | ----------------- | --------- |
| 1    | Roger De Vlaeminck       | Brooklyn          | 22h06'32" |
| 2    | Francesco Moser          | Sanson-Campagnolo | a 5"      |
| 3    | Giuseppe Saronni         | Scic-Bottecchia   | a 32"     |
| 4    | Alfio Vandi              | Magniflex-Torpado | a 58"     |
| 5    | Josef Fuchs              | Sanson-Campagnolo | a 1'46"   |
| 6    | Gianbattista Baronchelli | Scic-Bottecchia   | a 1'55"   |
| 7    | Claudio Bortolotto       | Sanson-Campagnolo | a 2'08"   |
| 8    | Giovanni Battaglin       | Jolly Ceramica    | a 2'09"   |
| 9    | Wladimiro Panizza        | Scic-Bottecchia   | a 2'14"   |
| 10   | Remo Rocchia             | Vibor             | a 2'24"   |